# 第85回アカデミー賞
第85回アカデミー賞（だい85かいアカデミーしょう、The Oscars）は、映画芸術科学アカデミー（AMPAS）が主催する賞であり、2012年の映画を対象とし、2013年2月24日にカリフォルニア州ロサンゼルス市ハリウッドのドルビー・シアターで授賞式が行われた。司会は声優・アニメーターとして知られるセス・マクファーレンである。授賞式は第76回以来最高となる4240万人の視聴者を獲得した。

## 概要
第85回アカデミー賞においては、『ライフ・オブ・パイ/トラと漂流した227日』が監督賞を含む最多4部門を受賞し、次いで作品賞を受賞した『アルゴ』と『レ・ミゼラブル』がそれぞれ3部門で受賞を果たした。さらに続いて『ジャンゴ 繋がれざる者』、『リンカーン』、『007 スカイフォール』がそれぞれ2部門で受賞を果たした。『世界にひとつのプレイブック』のジェニファー・ローレンスは史上2番目の若さで主演女優賞を獲得した。『リンカーン』のダニエル・デイ＝ルイスは史上最多となる3度目の主演男優賞受賞を果たした。

## 受賞とノミネート
ノミネートは2013年1月10日のPST午前5時30分（UTC13時30分 / EST午前8時30分）にカリフォルニア州ビバリーヒルズのサミュエル・ゴールドウィン・シアターで、授賞式の司会も務めるセス・マクファーレンと女優のエマ・ストーンにより発表された。司会者がノミネートの発表も兼任するのは第45回のチャールトン・ヘストン以来である。
最多ノミネートは『リンカーン』の12部門である。次いで『ライフ・オブ・パイ/トラと漂流した227日』が11部門でノミネートされた。

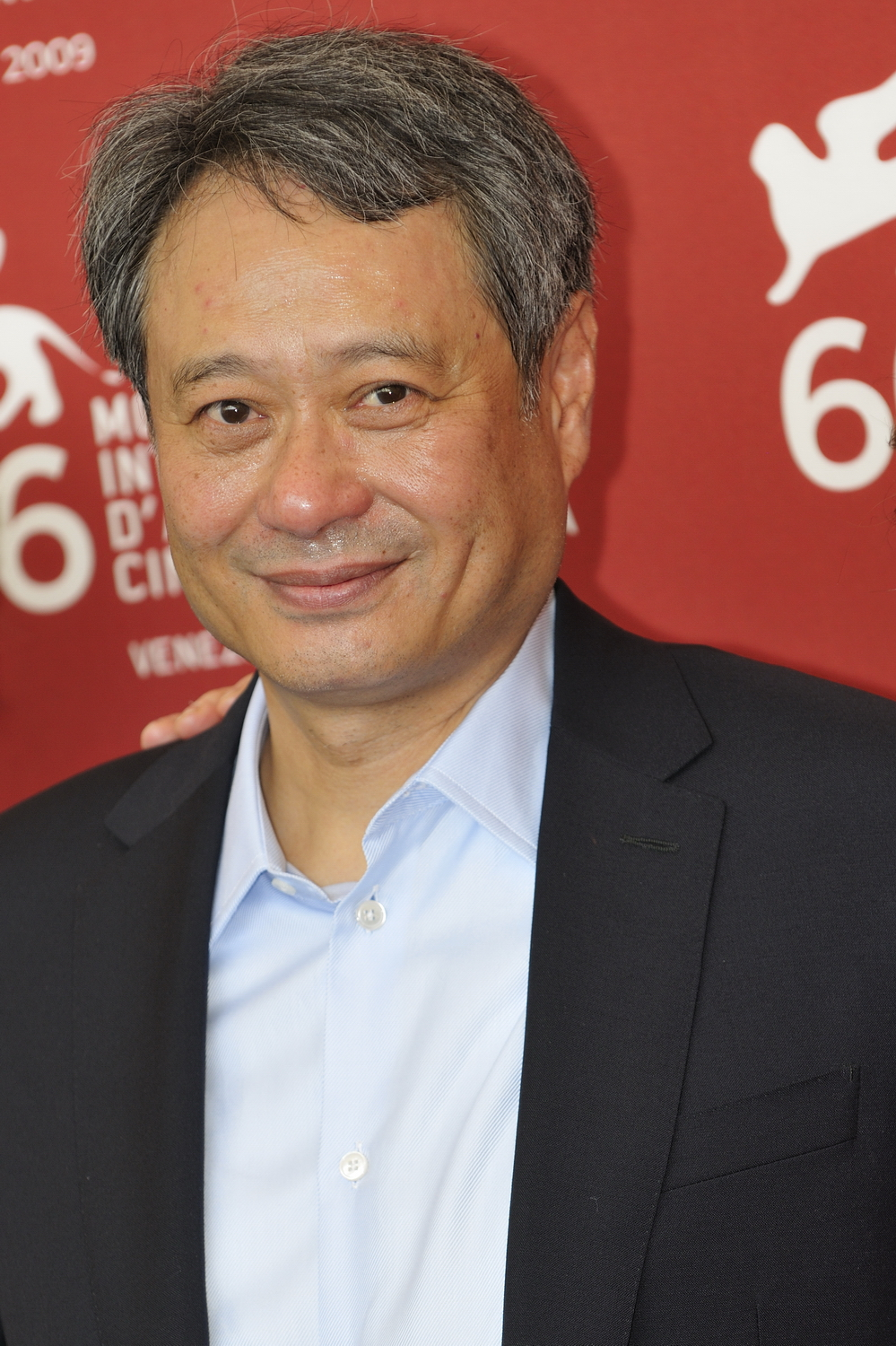
監督賞を受賞した アン・リー。
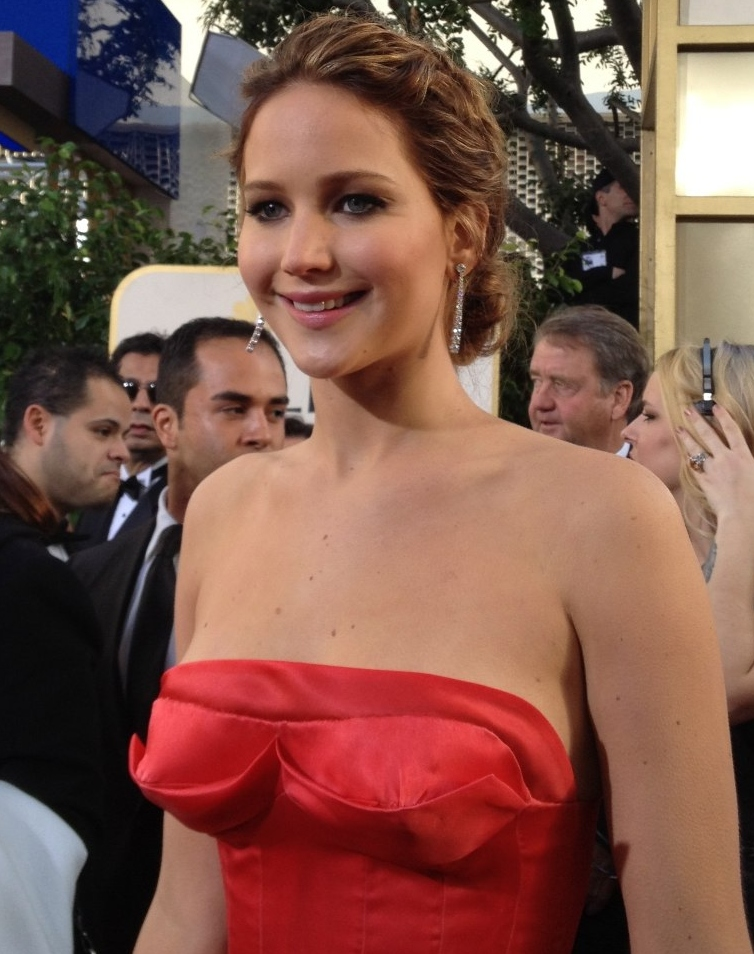
主演女優賞を受賞した ジェニファー・ローレンス。
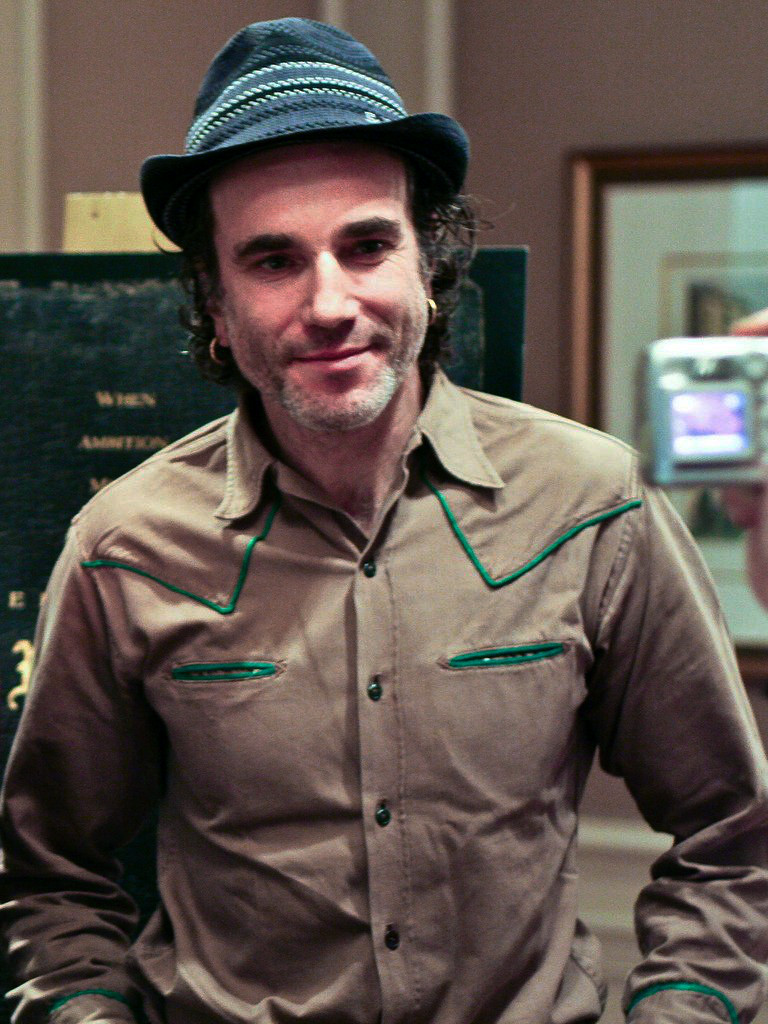
主演男優賞を受賞した ダニエル・デイ＝ルイス。
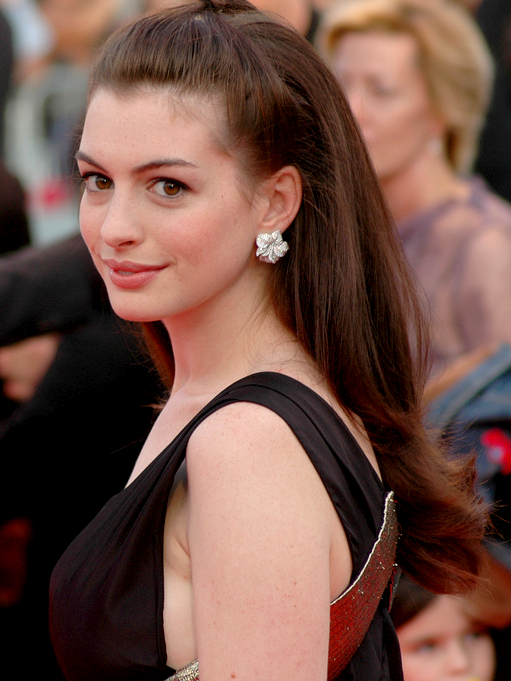
助演女優賞を受賞した アン・ハサウェイ。

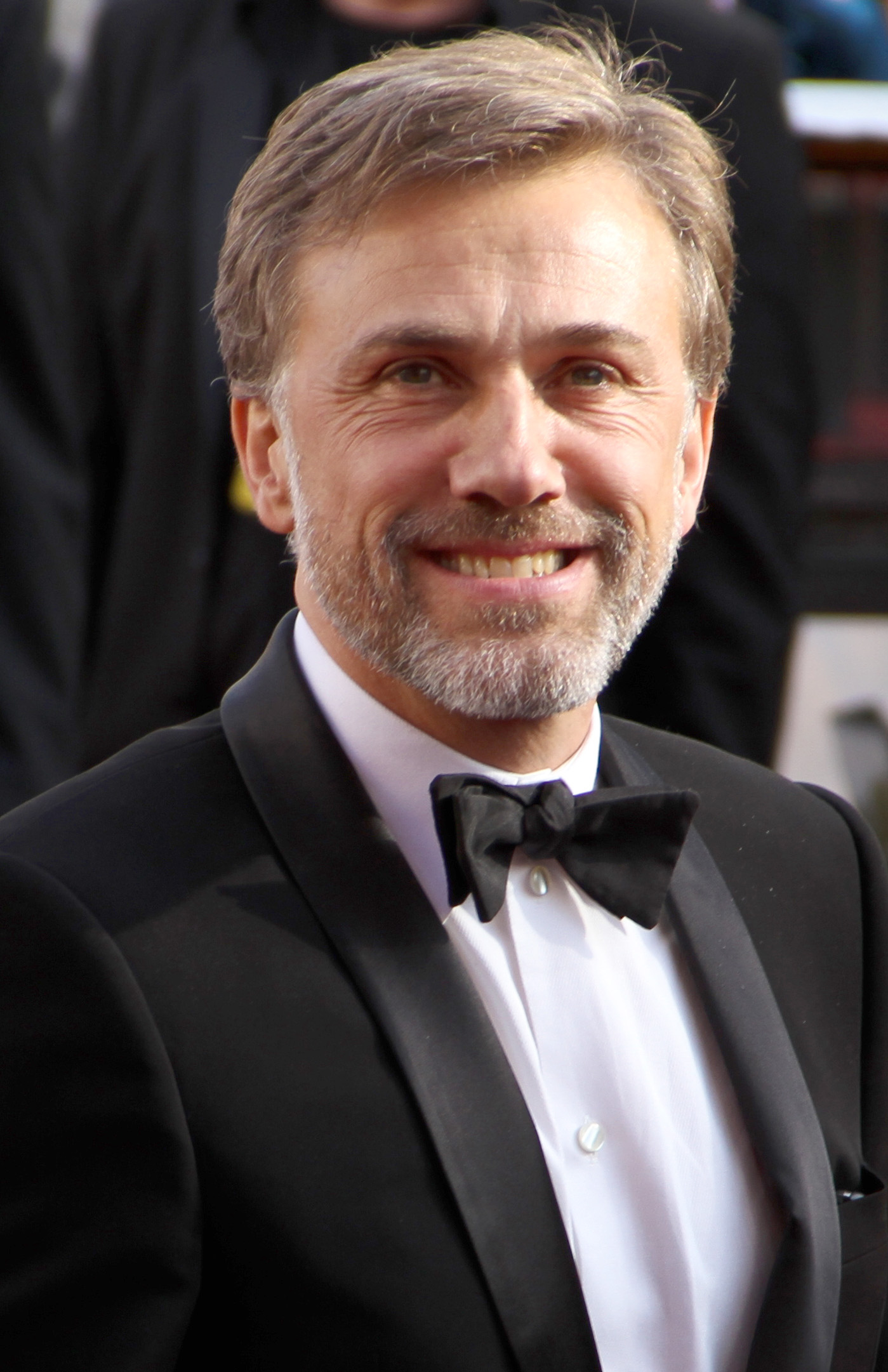
助演男優賞を受賞した クリストフ・ヴァルツ。
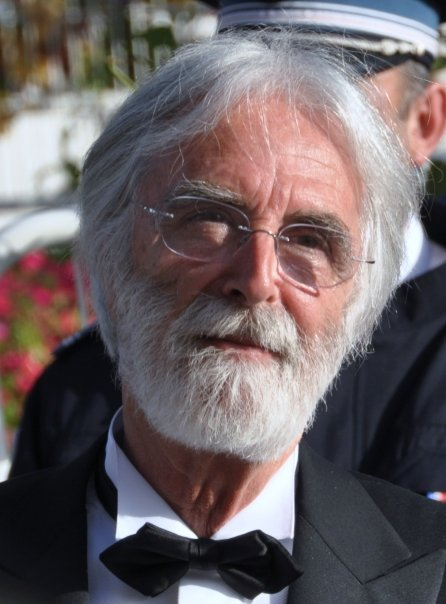
外国語映画賞を受賞した ミヒャエル・ハネケ。
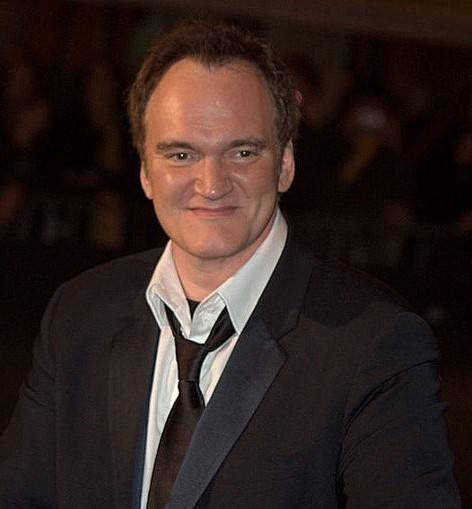
脚本賞を受賞した クエンティン・タランティーノ。
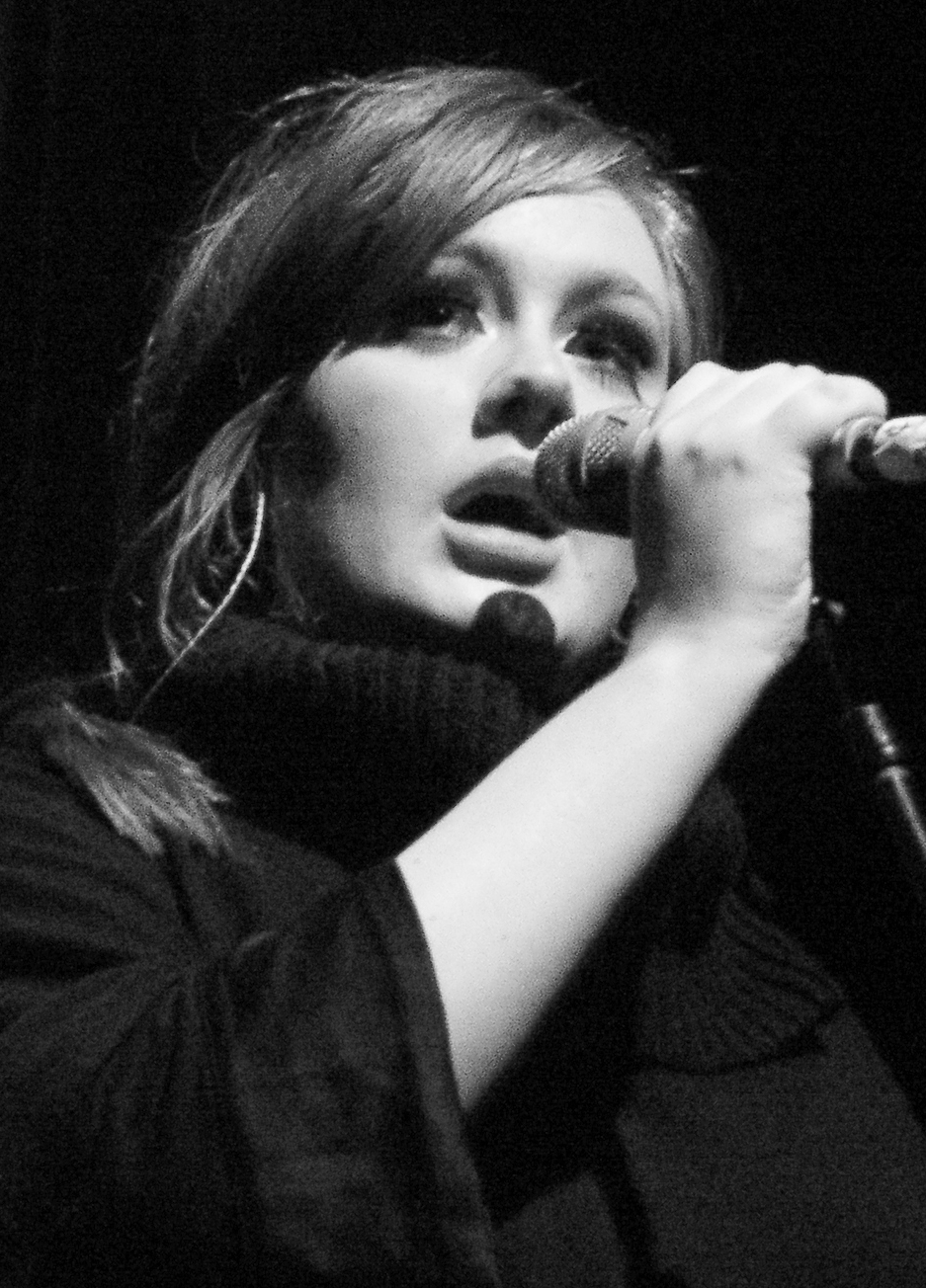
歌曲賞を受賞したアデル。

### 一覧
太字が受賞者及び受賞作である。
| 作品賞 | 監督賞 |
| --- | --- |
| - 『アルゴ』 - グラント・ヘスロヴ、ベン・アフレック、ジョージ・クルーニー - 『愛、アムール』 - マルガレート・メネゴス、シュテファン・アルント、ファイト・ハイドゥシュカ、ミヒャエル・カッツ - 『ハッシュパピー 〜バスタブ島の少女〜』 - ダン・ジャンヴィー、マイケル・ゴットワルド、ジョシュ・ペン - 『ジャンゴ 繋がれざる者』 - ステイシー・シェール、レジナルド・ハドリン、ピラー・サヴォン - 『ライフ・オブ・パイ/トラと漂流した227日』 - アン・リー、ギル・ネッター、デヴィッド・ウォマーク - 『リンカーン』 - スティーヴン・スピルバーグ、キャスリーン・ケネディ - 『レ・ミゼラブル』 - ティム・ビーヴァン、エリック・フェルナー、デブラ・ヘイワード、キャメロン・マッキントッシュ - 『世界にひとつのプレイブック』 - ブルース・コーエン、ドナ・ジグリオッティ、ジョナサン・ゴードン - 『ゼロ・ダーク・サーティ』 - マーク・ボール、キャスリン・ビグロー、ミーガン・エリソン | - アン・リー - 『ライフ・オブ・パイ/トラと漂流した227日』 - ミヒャエル・ハネケ - 『愛、アムール』 - ベン・ザイトリン - 『ハッシュパピー 〜バスタブ島の少女〜』 - スティーヴン・スピルバーグ - 『リンカーン』 - デヴィッド・O・ラッセル - 『世界にひとつのプレイブック』 |
| 主演男優賞 | 主演女優賞 |
| - ダニエル・デイ＝ルイス - 『リンカーン』 - ブラッドリー・クーパー - 『世界にひとつのプレイブック』 - ヒュー・ジャックマン - 『レ・ミゼラブル』 - ホアキン・フェニックス - 『ザ・マスター』 - デンゼル・ワシントン - 『フライト』 | - ジェニファー・ローレンス - 『世界にひとつのプレイブック』 - ジェシカ・チャステイン - 『ゼロ・ダーク・サーティ』 - クヮヴェンジャネ・ウォレス - 『ハッシュパピー 〜バスタブ島の少女〜』 - ナオミ・ワッツ - 『インポッシブル』 - エマニュエル・リヴァ - 『愛、アムール』 |
| 助演男優賞 | 助演女優賞 |
| - クリストフ・ヴァルツ - 『ジャンゴ 繋がれざる者』 - アラン・アーキン - 『アルゴ』 - ロバート・デ・ニーロ - 『世界にひとつのプレイブック』 - トミー・リー・ジョーンズ - 『リンカーン』 - フィリップ・シーモア・ホフマン - 『ザ・マスター』 | - アン・ハサウェイ - 『レ・ミゼラブル』 - エイミー・アダムス - 『ザ・マスター』 - サリー・フィールド - 『リンカーン』 - ヘレン・ハント - 『セッションズ』 - ジャッキー・ウィーヴァー - 『世界にひとつのプレイブック』 |
| 脚本賞 | 脚色賞 |
| - 『ジャンゴ 繋がれざる者』 - クエンティン・タランティーノ - 『愛、アムール』 - ミヒャエル・ハネケ - 『ゼロ・ダーク・サーティ』 - マーク・ボール - 『フライト』 - ジョン・ゲイティンズ - 『ムーンライズ・キングダム』 - ウェス・アンダーソン、ロマン・コッポラ | - 『アルゴ』 - クリス・テリオ - 『ハッシュパピー 〜バスタブ島の少女〜』 - ルーシー・アリバー、ベン・ザイトリン - 『ライフ・オブ・パイ/トラと漂流した227日』 - デヴィッド・マギー - 『リンカーン』 - トニー・クシュナー - 『世界にひとつのプレイブック』 - デヴィッド・O・ラッセル |
| アニメ映画賞 | 外国語映画賞 |
| - 『メリダとおそろしの森』 - マーク・アンドリュース、ブレンダ・チャップマン - 『フランケンウィニー』 - ティム・バートン - 『パラノーマン ブライス・ホローの謎』 - サム・フェル、クリス・バトラー - 『ザ・パイレーツ! バンド・オブ・ミスフィッツ』 - ピーター・ロード - 『シュガー・ラッシュ』 - リッチ・ムーア | - 『愛、アムール』（ オーストリア） - 『コン・ティキ』 （ ノルウェー） - 『NO』（ チリ） - 『ロイヤル・アフェア 愛と欲望の王宮』（ デンマーク） - 『魔女と呼ばれた少女』（ カナダ） |
| 長編ドキュメンタリー映画賞 | 短編ドキュメンタリー映画賞 |
| - 『シュガーマン 奇跡に愛された男』 - マリク・ベンジェルール、サイモン・チン - 『壊された5つのカメラ』 - イマード・ブルナート、ガイ・ダヴィディ - The Gatekeepers - Dror Moreh、Philippa Kowarsky、Estelle Fialon - How to Survive a Plague - デヴィッド・フランス、ハワード・ガートラー - The Invisible War - カービー・ディック、エイミー・ジーリング | - 『イノセンテの描く未来』 - ショーン・ファイン、アンドレア・ニックス・ファイン - Kings Point - サリ・ギルマン、ジェド・ウィダー - Mondays at Racine - シンシア・ウェイド、ロビン・ホーナン - Open Heart - キエフ・デヴィッドソン、コリ・シェパード・スターン - Redemption - ジョン・アルパート、マシュー・オニール |
| 短編実写映画賞 | 短編アニメ賞 |
| - 『リッチーとの一日』 - ショーン・クリステンセン - Asad - ブライアン・バックリー、Mino Jarjoura - Buzkashi Boys - サム・フレンチ、アリエル・ナスル - Death of a Shadow - Tom Van Avermaet、Ellen De Waele - Henry - ヤン・イングランド | - 『紙ひこうき』 - ジョン・カース - Adam and Dog - ミンキュ・リー - Fresh Guacamole - PES - Head over Heels - Timothy Reckart、Fodhla Cronin O'Reilly - The Longest Daycare - デヴィッド・シルヴァーマン |
| 作曲賞 | 歌曲賞 |
| - 『ライフ・オブ・パイ/トラと漂流した227日』 - マイケル・ダナ - 『アンナ・カレーニナ』 - ダリオ・マリアネッリ - 『アルゴ』 - アレクサンドル・デスプラ - 『リンカーン』 - ジョン・ウィリアムズ - 『007 スカイフォール』 - トーマス・ニューマン | - 「スカイフォール」（『007 スカイフォール』） - アデル、ポール・エプワース - "Before My Time" （Chasing Ice） - J・ラルフ - "Everybody Needs a Best Friend" （『テッド』） - ウォルター・マーフィ、セス・マクファーレン - "Pi's Lullaby" （『ライフ・オブ・パイ/トラと漂流した227日』） - マイケル・ダナ、ボンベイ・ジャヤシュリー - 「サドゥンリー」（『レ・ミゼラブル』） - クロード＝ミシェル・シェーンベルク、ハーバート・クレッツマー、アラン・ブーブリル |
| 音響編集賞 | 録音賞 |
| - 『007 スカイフォール』 - パー・ハルバーグ、カレン・ベイカー・ランダース - 『ゼロ・ダーク・サーティ』 - ポール・N・J・オットソン - 『アルゴ』 - エリック・エーダール、イーサン・ヴァン・ダー・リン - 『ジャンゴ 繋がれざる者』 - ワイリー・ステイトマン - 『ライフ・オブ・パイ/トラと漂流した227日』 - ユージーン・ギアティ、フィリップ・ストックトン | - 『レ・ミゼラブル』 - アンディ・ネルソン、マーク・パターソン、サイモン・ヘイズ - 『アルゴ』 - ジョン・レイツ、グレッグ・ルドロフ、ホセ・アントニオ・ガルシア - 『ライフ・オブ・パイ/トラと漂流した227日』 - ロン・バートレット、D・M・ヘムフィル、ドリュー・カニン - 『リンカーン』 - アンディ・ネルソン、ゲイリー・ライドストロム、ロナルド・ジャドキンス - 『007 スカイフォール』 - スコット・ミラン、グレッグ・P・ラッセル、スチュアート・ウィルソン |
| 美術賞 | 撮影賞 |
| - 『リンカーン』 - リック・カーター（プロダクションデザイン）、ジム・エリックソン（セットデコレーション） - 『アンナ・カレーニナ』 - サラ・グリーンウッド（プロダクションデザイン）、ケイティ・スペンサー（セットデコレーション） - 『ホビット 思いがけない冒険』 - ダン・ヘナ（プロダクションデザイン）、ラ・ヴィンセント&サイモン・ブライト（セットデコレーション） - 『レ・ミゼラブル』 - イヴ・スチュアート（プロダクションデザイン）、アンナ・リンチ＝ロビンソン（セットデコレーション） - 『ライフ・オブ・パイ/トラと漂流した227日』 - デヴィッド・グロップマン（プロダクションデザイン）、アンナ・ピンコック（セットデコレーション） | - 『ライフ・オブ・パイ/トラと漂流した227日』 - クラウディオ・ミランダ - 『アンナ・カレーニナ』 - シェイマス・マクガーヴェイ - 『ジャンゴ 繋がれざる者』 - ロバート・リチャードソン - 『リンカーン』 - ヤヌス・カミンスキー - 『007 スカイフォール』 - ロジャー・ディーキンス |
| メイクアップ&ヘアスタイリング賞 | 衣裳デザイン賞 |
| - 『レ・ミゼラブル』 - リサ・ウェストコット、ジュリー・ダートネル - 『ヒッチコック』 - ハワード・バーガー、ピーター・モンターニャ、マーティン・サミュエル - 『ホビット 思いがけない冒険』 - ピーター・スウォーズ・キング、リック・フィンドラタ、タミ・レーン | - 『アンナ・カレーニナ』 - ジャクリーヌ・デュラン - 『レ・ミゼラブル』 - パコ・デルガド - 『リンカーン』 - ジョアンナ・ジョンストン - 『白雪姫と鏡の女王』 - 石岡瑛子 - 『スノーホワイト』 - コリーン・アトウッド |
| 編集賞 | 視覚効果賞 |
| - 『アルゴ』 - ウィリアム・ゴールデンバーグ - 『ライフ・オブ・パイ/トラと漂流した227日』 - ティム・スクワイアズ - 『リンカーン』 - マイケル・カーン - 『世界にひとつのプレイブック』 - ジェイ・キャシディ、クリスピン・ストラザーズ - 『ゼロ・ダーク・サーティ』 - ディラン・ティチェナー、ウィリアム・ゴールデンバーグ | - 『ライフ・オブ・パイ/トラと漂流した227日』 - ビル・ウェステンホファー、ギョーム・ロシェロン、エリック＝ジャン・デ・ブール、ドナルド・R・エリオット - 『ホビット 思いがけない冒険』 - ジョー・レッテリ、エリック・セインドン、デヴィッド・クレイトン、R・クリストファー・ホワイト - 『アベンジャーズ』 - ジャネク・サーズ、ジェフ・ホワイト、ガイ・ウィリアムズ、ダン・サディック - 『プロメテウス』 - リチャード・スタマーズ、トレヴァー・ウッ、チャーリー・ヘンリー、マーティン・ヒル - 『スノーホワイト』 - セドリック・ニコラス＝トロイアン、フィリップ・ブレナン、ニール・コーボールド、マイケル・ドーソン |

## 統計
| 以下15作品が複数の部門でノミネートされた。 - 12: 『リンカーン』 - 11: 『ライフ・オブ・パイ/トラと漂流した227日』 - 8: 『レ・ミゼラブル』、『世界にひとつのプレイブック』 - 7: 『アルゴ』 - 5: 『愛、アムール』、『ジャンゴ 繋がれざる者』、『007 スカイフォール』、『ゼロ・ダーク・サーティ』 - 4: 『アンナ・カレーニナ』、『ハッシュパピー 〜バスタブ島の少女〜』 - 3: 『ホビット 思いがけない冒険』、『ザ・マスター』 - 2: 『フライト』、『スノーホワイト』 | 以下6作品が複数の部門を受賞した。 - 4: 『ライフ・オブ・パイ/トラと漂流した227日』 - 3: 『アルゴ』、『レ・ミゼラブル』 - 2: 『リンカーン』、『007 スカイフォール』、『ジャンゴ 繋がれざる者』 |

## プレゼンターとパフォーマー

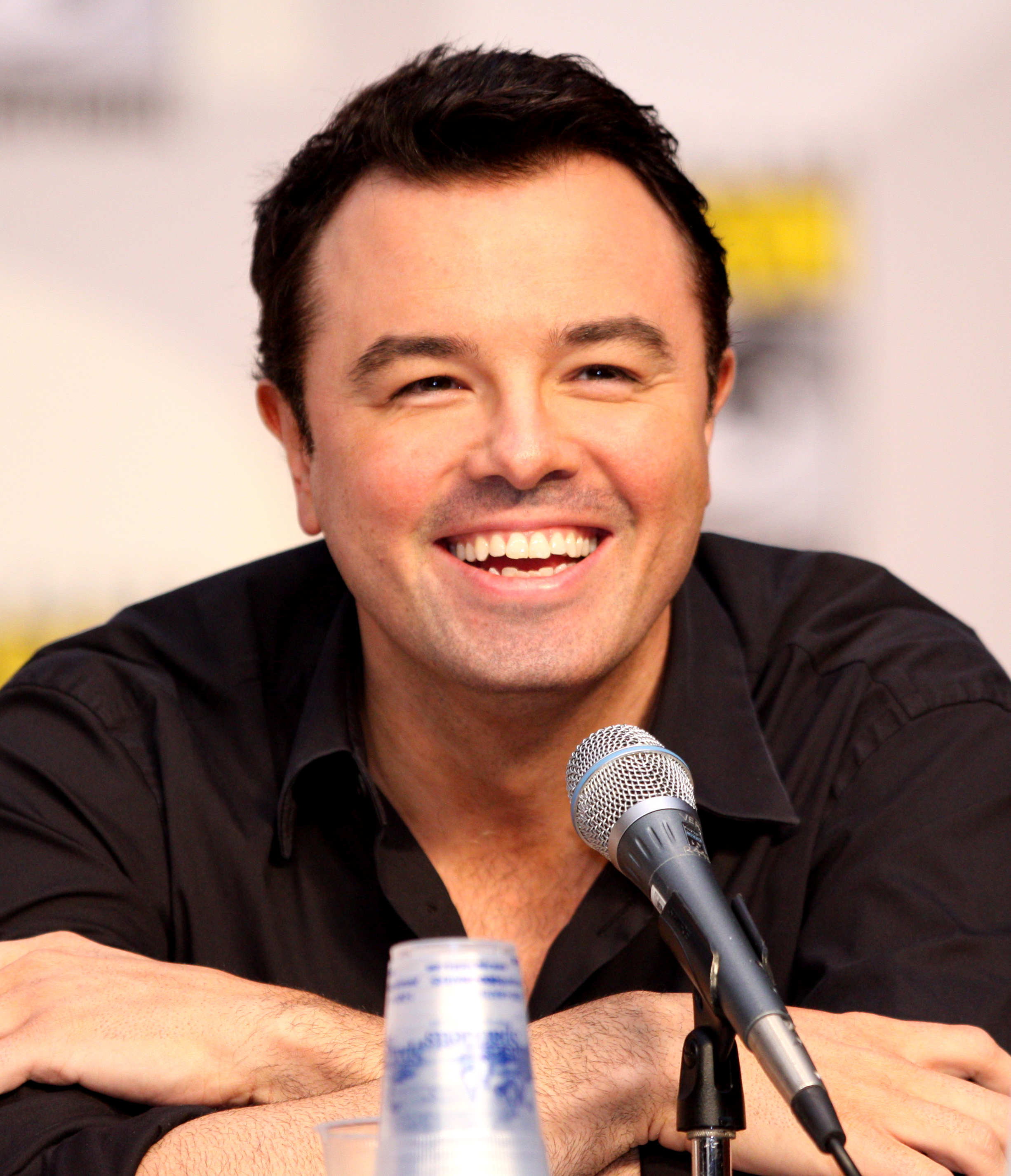
セス・マクファーレンは第85回アカデミー賞授賞式の司会を務めた。

### パフォーマー
| 名前 | 役割                       | パフォーマンス内容 |
| --- | -------------------------- | --- |
| アデル | パフォーマー               | 「スカイフォール」 - 『007 スカイフォール』 |
| サマンサ・バークス サシャ・バロン・コーエン ヘレナ・ボナム＝カーター ラッセル・クロウ アン・ハサウェイ ジェニファー・ハドソン ヒュー・ジャックマン エディ・レッドメイン アマンダ・サイフリッド アーロン・トヴェイト キャサリン・ゼタ＝ジョーンズ | パフォーマー               | Celebration of Musicals of the Last Decade 「アンド・オール・ザット・ジャズ」 - 『シカゴ』 「アンド・アイ・アム・テリング・ユー・アイム・ノット・ゴーイング」 - 『ドリームガールズ』 「サドゥンリー」と「ワン・デイ・モア」 - 『レ・ミゼラブル』 |
| シャーリー・バッシー | パフォーマー               | 「ゴールドフィンガー」 - 『007 ゴールドフィンガー』、「Music of James Bond」のセグメントの一部 |
| セス・マクファーレン チャニング・テイタム シャーリーズ・セロン | パフォーマー               | マクファーレンが歌うフレッド・アステアの「今宵の君は 〜プレイズ」に合わせて踊る |
| セス・マクファーレン ゲイ・メンズ・コーラス・オブ・ロサンゼルス | コラール                   | マクファーレンによる寸劇「We Saw Your Boobs」のコーラス |
| ジョセフ・ゴードン＝レヴィット セス・マクファーレン ダニエル・ラドクリフ | パフォーマー               | 「ハイ・ホープス」（『波も涙も暖かい』）と「ひとりぼっちの晩餐会」（『美女と野獣』）の歌唱にマクファーレンが参加 |
| クリスティン・チェノウェス セス・マクファーレン | パフォーマー               | クロージング・ナンバー（「Here's To The Losers」） |
| ノラ・ジョーンズ | パフォーマー               | 「Everybody Needs a Best Friend」 - 『テッド』 |
| ウィリアム・ロス | ミュージカル・アレンジャー | オーケストラ |
| バーブラ・ストライサンド | パフォーマー               | 「追憶」（『イン・メモリアル』セグメントでのマーヴィン・ハムリッシュへのトリビュート） |
| ウィリアム・シャトナー | カメオ                     | マクファーレンによるオープニング・アクトの際にカーク船長役で登場 |
| ナオミ・ワッツ シャーリーズ・セロン ジェニファー・ローレンス | カメオ                     | マクファーレンの寸劇「We Saw Your Boobs」の披露中にリアクションを撮られる |

## 『イン・メモリアル』
今回の『イン・メモリアル』セグメントは俳優のジョージ・クルーニーが紹介し、作曲家のマーヴィン・ハムリッシュへの追悼としてバーブラ・ストライサンドが「追憶」を歌った。ここでは2012年に亡くなった映画産業に重大な影響を与えた以下の人物に敬意が払われた。
- Geoffrey G. Ammer
- リチャード・ロドニー・ベネット
- アーネスト・ボーグナイン
- ジョージ・バワーズ（英語版）
- レイ・ブラッドベリ
- ハル・デヴィッド
- マイケル・クラーク・ダンカン
- チャールズ・ダーニング
- ジェイク・エバーツ（英語版）
- ノーラ・エフロン
- スティーヴン・フランクフルト
- ウール・グロスバード
- トニーノ・グエッラ
- マーヴィン・ハムリッシュ
- セレステ・ホルム
- マイク・ホプキンス
- 石岡瑛子
- エルランド・ヨセフソン
- ジャック・クラグマン
- マイケル・J・コーハット（英語版）
- ハーバート・ロム
- ジョン・D・ローリー（英語版）
- クリス・マルケル
- ラルフ・マクウォーリー（英語版）
- フランク・ピアソン
- カルロ・ランバルディ
- J・マイケル・リーヴァ（英語版）
- リチャード・ロビンス（英語版）
- チャールズ・ローゼン
- アンドリュー・サリス
- ハリス・サヴィデス
- トニー・スコット
- ロバート・B・シャーマン
- ロイス・W・スミス
- セオドア・ソダーバーグ（英語版）
- ブルース・サーティース
- ニール・トラヴィス
- チャールズ・C・ウォッシュバーン
- アダム・ヤウク
- マシュー・ユーリシッチ（英語版）
- リチャード・D・ザナック

2012年に亡くなった映画専門家は1000以上におよび、アカデミーは放送できなかった人物たちのために補助的なオンライン・ギャラリーを設置した。それにはアンディ・グリフィス、ラリー・ハグマン、ハリー・ケリー・ジュニア、アン・ラザフォード、デヴィッド・エリス、大島渚、ドナ・サマー、アレックス・カラス、メル・スチュアート、スーザン・ティレル、ジョイス・レッドマン、ゴア・ヴィダルが含まれた。

## 記録
第85回アカデミー賞は様々なレアケースに見舞われた。『アルゴ』は監督賞で候補に挙がらずに作品賞を受賞したが、これは第62回の『ドライビング Miss デイジー』以来23年ぶりのことである。『愛、アムール』（フランス語）は作品賞と外国語映画賞の両方にノミネートされたが、これは第73回の『グリーン・デスティニー』（北京官話）以来12年ぶりのことである。また、外国語映画が作品賞にノミネートされるのは第79回の『硫黄島からの手紙』（日本語）以来6年ぶりのことである。
ダニエル・デイ＝ルイスは、史上初めて主演男優賞を3回受賞した俳優となった（第62回、第80回、第85回）。
年齢関連の記録も複数更新された。85歳のエマニュエル・リヴァは、史上最年長の主演女優賞候補である。これは第62回で『ドライビング Miss デイジー』によりノミネートされたジェシカ・タンディを5歳上回っている（ダンディは受賞も果たした）。9歳のクヮヴェンジャネ・ウォレスは史上最年少の主演女優賞候補者である。これは第76回で『クジラの島の少女』により候補に挙がったケイシャ・キャッスル＝ヒューズを4歳下回っている。また2003年生まれであるウォレスは、21世紀生まれとしては史上初となるアカデミー賞候補者である。22歳のジェニファー・ローレンスは第83回の『ウィンターズ・ボーン』続いての主演女優賞候補であるが、2回目の候補年齢としては同部門史上最年少である
『世界にひとつのプレイブック』は、演技4部門全てで候補となったが、これは第54回の『レッズ』以来31年ぶりのことである。また同作は主要5部門全てで候補となったが、これは第77回の『ミリオンダラー・ベイビー以来8年ぶりのことである。
マーク・アンドリュースと共に長編アニメ映画賞を受賞したブレンダ・チャップマンは、同部門としては史上初の女性受賞者である。
助演男優賞の候補者は全員受賞経験者であった。アラン・アーキン、トミー・リー・ジョーンズ、クリストフ・ヴァルツは助演男優賞、フィリップ・シーモア・ホフマンは主演男優賞、ロバート・デニーロは主演と助演男優賞それぞれを受賞済である。また、演技4部門の全候補者20人のうち今回が初ノミネートであったのはブラッドリー・クーパー、ヒュー・ジャックマン、エマニュエル・リヴァ、クヮヴェンジャネ・ウォレスの4人のみであった。
ウォルト・ディズニー・スタジオは、第37回の『メリー・ポピンズ』で13個の候補を獲得したが、第85回では同スタジオの全作品で17個の候補を獲得し、記録を塗り替えた。その内訳は、『リンカーン』が12個、『アベンジャーズ』と『メリダとおそろしの森』と『フランケンウィニー』と『紙ひこうき』と『シュガー・ラッシュ』がそれぞれ1個ずつである。また、『紙ひこうき』は第42回の『トリはタフなり』以来43年ぶりのウォルト・ディズニー・スタジオ作品の短編アニメ賞受賞作となった。
クリストフ・ヴァルツは同じ監督による作品、同じ部門で2回受賞を果たした。これはウォルター・ブレナン、ダイアン・ウィーストに続いて史上3例目である。
クリストフ・ヴァルツは2回目、ダニエル・デイ＝ルイスは3回目の受賞であるが、一度に2人以上の再受賞者が出現するのは第72回以来13年ぶりである。
音響編集賞は『007 スカイフォール』と『ゼロ・ダーク・サーティ』が共同受賞した。1つの部門を2つの作品が同時に受賞するのは史上6例目である。『007 スカイフォール』ではパー・ハルバーグとカレン・ベイカー・ランダース、『ゼロ・ダーク・サーティ』ではポール・N・J・オットソンへオスカー像が贈られた。これ以前に同時受賞をしたケースは、第5回で主演男優賞を受賞したフレドリック・マーチとウォーレス・ビアリー、第22回で短編ドキュメンタリー映画賞を受賞した『A Chance to Live』と『So Much for So Little』、第41回で主演女優賞を受賞したキャサリン・ヘプバーンとバーブラ・ストライサンド、第59回で長編ドキュメンタリー映画賞を受賞した『Artie Shaw: Time Is All You've Got』と『Down and Out in America』、第67回で短編実写映画賞を受賞した『Franz Kafka's It's A Wonderful Life』と『Trevor』である。

## 新たな規則変更
第85回アカデミー賞より、以下の点が変更された。
- 「Academy Award for Best Art Direction」の名称は「Academy Award for Best Production Design（アカデミー美術賞）」に変更された。AMPASのアートディレクター課（Art Directors Branch）がデザイナー課（Designers Branch）に変更されたからである[34]。

- 「Academy Award for Best Makeup」の名称は 「Academy Award for Best Makeup and Hairstyling（アカデミーメイクアップ&ヘアデスタイリング賞）」に変更された[35][36]。

- 長編ドキュメンタリー映画賞、短編アニメ賞、短編実写映画賞はスクリーニング出席者だけでなく、全ての会員に投票権が与えられた。これによりスクリーニング出席者のみが投票可能な部門は短篇ドキュメンタリー映画賞と外国語映画賞のみとなった[37]。

## 授賞式情報

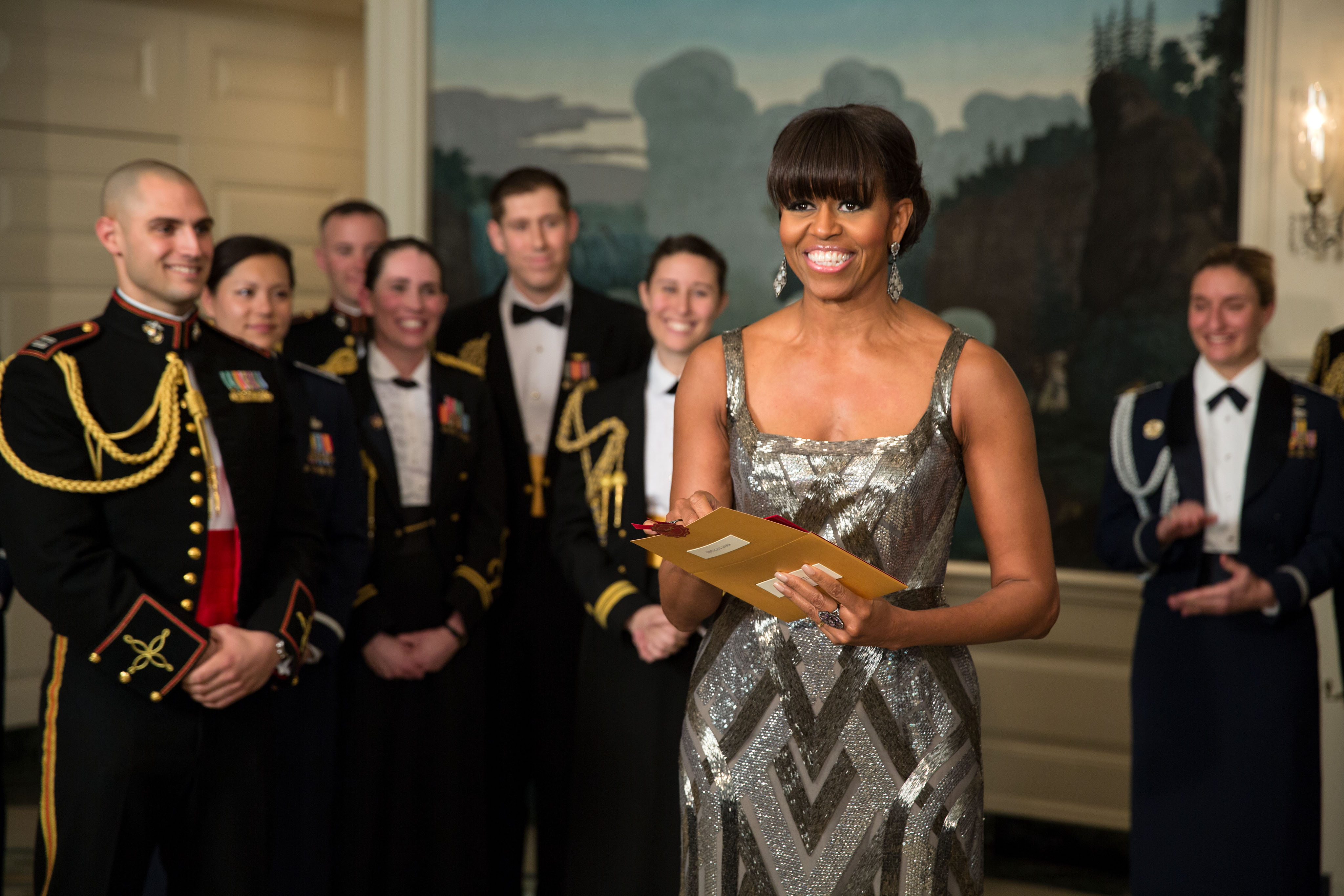
アメリカ大統領夫人のミシェル・オバマはホワイトハウスのディプロマティック・レセプション・ルームから中継で『アルゴ』の作品賞受賞を発表した。

第85回アカデミー賞のテーマは映画における音楽であり、『シカゴ』、『ドリームガールズ』、『レ・ミゼラブル』といったミュージカルのトリビュート、『サウンド・オブ・ミュージック』と『美女と野獣』からの引用が含まれた。加えて様々な映画音楽が使用された。受賞者のスピーチが長引いた際には退場を促すためにジョン・ウィリアムズによる『ジョーズ』のテーマ曲が流された。

### 投票の動向
近年では珍しく、作品賞候補作はアメリカの六大メジャー映画スタジオの作品が大半を占めた。ワーナー・ブラザースからは『アルゴ』、コロンビア ピクチャーズからは『ゼロ・ダーク・サーティ』、20世紀フォックスからは『ライフ・オブ・パイ/トラと漂流した227日』、『リンカーン』、ユニバーサル・ピクチャーズからは『レ・ミゼラブル』がノミネートされた。六大スタジオのうち、唯一パラマウント映画のみが作品賞候補作を出せなかった。
作品賞候補作9本のうち、北米興行収入が1億ドルを超えていたのは『リンカーン』（1億7860万ドル）、『ジャンゴ 繋がれざる者』（1億5880万ドル）、『レ・ミゼラブル』（1億4670万ドル）、『アルゴ』（1億2980万ドル）、『ライフ・オブ・パイ/トラと漂流した227日』（1億1350万ドル）、『世界にひとつのプレイブック』（1億710万ドル）の6本である。作品賞候補作9本の北米興行収入の合計は約9億4400万ドルである。

### 批評家の反応
授賞式はメディアや紙面媒体から賛否両論となり、特にセス・マクファーレンの演出、物腰、ユーモアが話題となった。一部の批判者からは、今回の授賞式は性差別、人種差別、反ユダヤ主義、同性愛差別を助長すると指摘された。授賞式の放送時間について、他の賞と比べても短いにもかかわらず長すぎると批判された。『シカゴ・トリビューン』はマクファーレンに好意的であったが、一方で『ナショナル・パブリック・ラジオ』は「オスカー史上最悪の司会のひとつ」と評した。
授賞式から2日後、マクファーレンはTwitterで、今回楽しい時間を過ごせたが、もう2度とオスカーの司会はしないだろうと述べた。

### レイティング
ABCによるアメリカの合衆国での放送では平均4030万人の視聴者を獲得し、前回より3%上昇した。ニールセン・レイティングでは18-49歳の範囲で11%増、18-34歳で20%増であり、過去6年で最高値となった。